# Vicariat apostolique d'Istanbul
La vicariat apostolique d'Istanbul (en latin : vicariatus apostolicus Istanbulensis, en turc : Latin Katolik Ruhanî Reisliği) est une église particulière de l'Église catholique en Turquie.
Son siège est à Istanbul, la principale ville de la Turquie.
Massimiliano Palinuro (it), est le vicaire apostolique d'Istanbul, Turquie, après le décès de Rubén Tierrablanca González (es).

## Territoire
Le vicariat apostolique d'Istanbul couvre les trois provinces civiles de Turquie d'Europe — à savoir, Edirne, Kırklareli et İstanbul — ainsi que dix-sept provinces civiles du nord-ouest de l'Anatolie — à savoir, Kocaeli, Düzce, Zonguldak, Bartın, Kastamonu, Çankırı, Kırıkkale, Ankara, Karabük, Bolu, Eskişehir, Sakarya (Adapazarı), Bilecik, Yalova, Bursa, Balıkesir et Çanakkale.
Il confine, en Europe, avec, à l'ouest, le vicariat apostolique de Thessalonique et, en Anatolie, avec, au sud, l'archidiocèse d'Izmir et, à l'est, le vicariat apostolique d'Anatolie.

## Cathédrale et basiliques mineures
La cathédrale du Saint-Esprit d'Istanbul, dédié à l'Esprit saint, est la cathédrale du vicariat apostolique et, depuis le 18 mars 1909, une basilique mineure.
La basilique Saint-Antoine-de-Padoue d'Istanbul, dédiée à saint Antoine de Padoue, est une église paroissiale et, depuis le 22 février 1932, une basilique mineure.
La basilique Sainte-Sophie est l'ancienne cathédrale de Constantinople.

## Ordinaires

### Vicaires apostoliques de Constantinople
- -1750 : Francesco Girolamo Bona
- 1750-1767 : Biagio Paoli
- 1767-1772 : Giuseppe Roverani
- 1772-1777 : Giovanni Battista Bavestrelli
- 1777-1778 : Nicola Pugliesi
- 1778- : Francesco Antonio Fracchia
- 1788-1796 : Giulio Maria Pecori d’Ameno, OFM
- 1799-1816 : Giovanni Battista Fonton, OFM Conv
- 1816-1835 : Binkentios Coressi[4]
- 1835-1855 : Julien-Marie Hilléreau, SMM
- 1857- : Paolo Brunoni
- 1874-1876 : Leopoldo Angelo Santanchè, OFM[5]
- 1876-1880 : Antonio Maria Grasselli, OFM Conv
- 1880-1882 : Vicenzo Vannutelli[6]
- 1883-1887 : Luigi Rotelli[7]
- 1883-1887 : vacant
- 1908-1914 : Vincent Sardi di Rivisondoli[8]
- 1914-1922 : Angelo Maria Dolci
- 1922-1974 : vacant
  - 1925-1930 : Angelo Rotta
  - 1930-1934 : Carlo Margotti
  - 1935-1944 : Angelo Giuseppe Roncalli
  - 1945-1947 : Alcide Marina, CM
  - 1947-1952 : Andrea Cassulo
  - 1952-1953 : Paolo Bertoli
  - 1953-1959 : Giacomo Testa
  - 1959-1966 : Francesco Lardone
  - 1966-1969 : Saverio Zupi
  - 1969-1974 : Salvatore Asta
- 1974-1989 : Gauthier Pierre Georges Antoine Dubois, OFM Cap[9]
- 1989-1990 : Antuvan Marovitch[10]

### Vicaire apostoliques d'Istanbul
- 1990-1991 : Antuvan Marovitch
- 1992-2016 : Louis Pelâtre, AA
- 2016-2020 : Rubén Tierrablanca Gonzalez, O.F.M. [11]
- Depuis 2020 : Massimiliano Palinuro (it)